# بوئینگ یکس‌پی‌بی‌بی تکاور دریا
بوئینگ یکس‌پی‌بی‌بی تکاور دریا (به انگلیسی: Boeing XPBB Sea Ranger) یک هواپیمای ساختِ بوئینگ در کشور ایالات متحده آمریکا است. نخستین استفاده‌کنندهٔ این هواپیما نیروی دریایی ایالات متحده آمریکا بوده‌است. این هواپیما در ۹ ژوئیه ۱۹۴۲ میلادی نخستین پرواز خود را انجام داد.